# Dinocephalia
Die Dinocephalia (griech.: „schreckliche Köpfe“) sind ein Taxon basaler Therapsiden. Diese meist pflanzenfressenden Tiere wurden klassisch zu den Reptilien gestellt, hatten aber viele Merkmale, die heute nur noch bei Säugetieren anzutreffen sind. In der modernen Systematik zählen sie zu den Synapsiden, zu denen auch die Säugetiere gehören. Ihre Blütezeit fällt in das Guadalupium, die mittlere Serie des Perm vor ca. 270 bis 260 Millionen Jahren. Mit dem Massenaussterben an der Perm-Trias-Grenze vor ca. 251 Millionen Jahren endete diese Linie.

## Merkmale
Die Dinocephalia zeichnen sich durch einen gedrungenen Körperbau und massige Schädel aus, die ihnen den Namen gegeben haben.

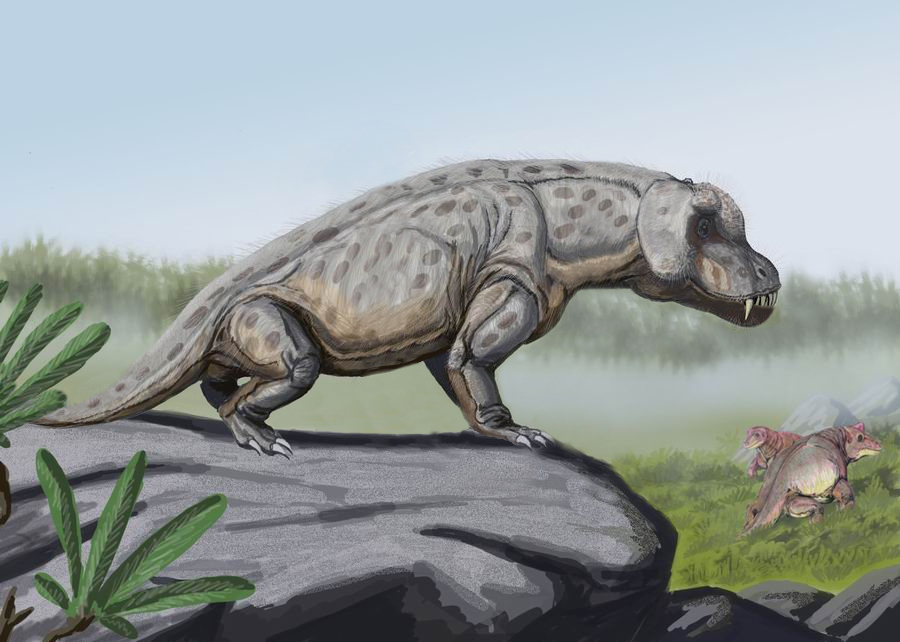
Anteosaurus

Einer der bekanntesten Vertreter dieser Gruppe ist der etwa fünf Meter lange Pflanzenfresser Moschops (griech.: „Ochsengesicht“) aus dem Perm von Südafrika. Ein weiterer Dinocephalier, Anteosaurus, war Fleischfresser. Wegen seines Körperbaus war er vermutlich nicht besonders flink, und man vermutet, dass er eher schwerfällige Beute wie seine pflanzenfressenden Verwandten gejagt und mit roher Kraft überwältigt hat.
Einige Dinocephalier besaßen auffällige Auswüchse am Schädel, wie der vermutlich pflanzenfressende Estemmenosuchus aus Russland. Von diesem wurden auch Hautabdrücke gefunden, die zeigen, dass Dinocephalier keine typisch-schuppige Reptilienhaut, sondern eine glatte, vielleicht drüsenreiche (möglicherweise sogar behaarte) Haut besaßen und damit äußerlich bereits zu einem gewissen Grad säugetierähnlich waren. Von ihren Vorfahren, den Pelycosauriern, unterschieden sie sich deutlich: Ihr wärmesparender Körperbau und die Beschaffenheit ihrer Haut legen Spekulationen über eine mögliche konstante Körpertemperatur nahe.

## Systematik

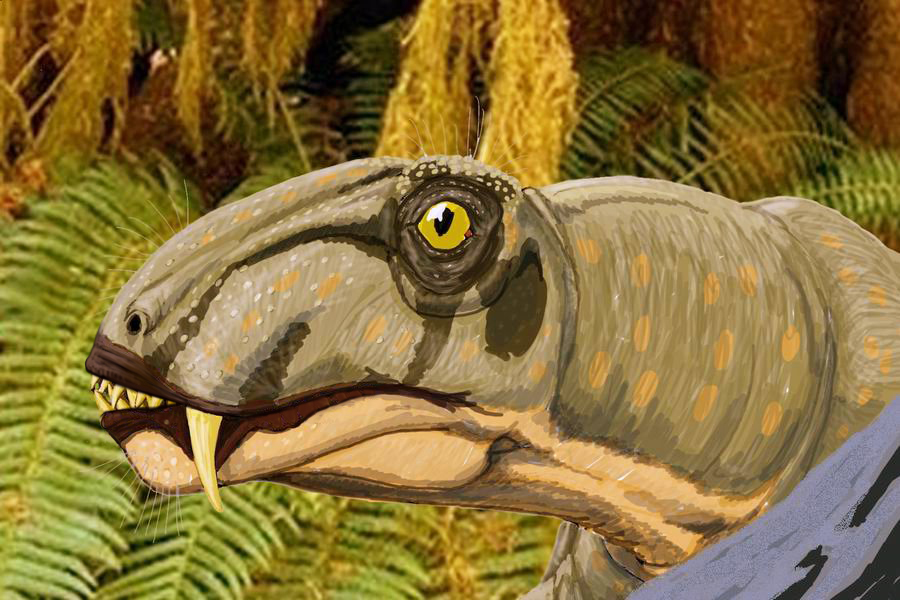
Stenocybus

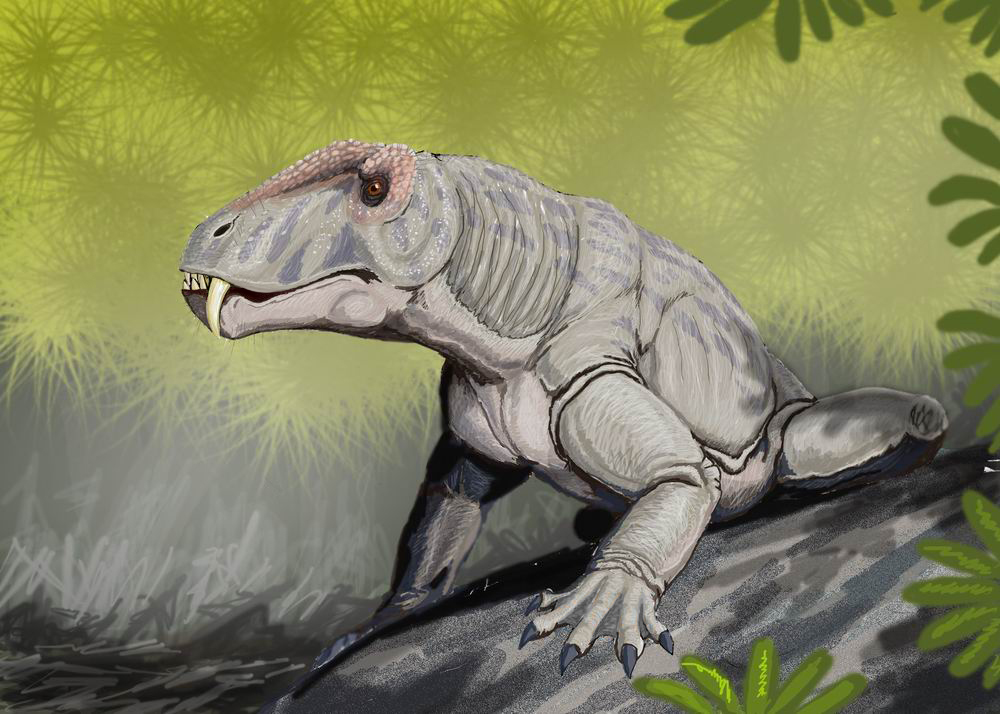
Doliosauriscus

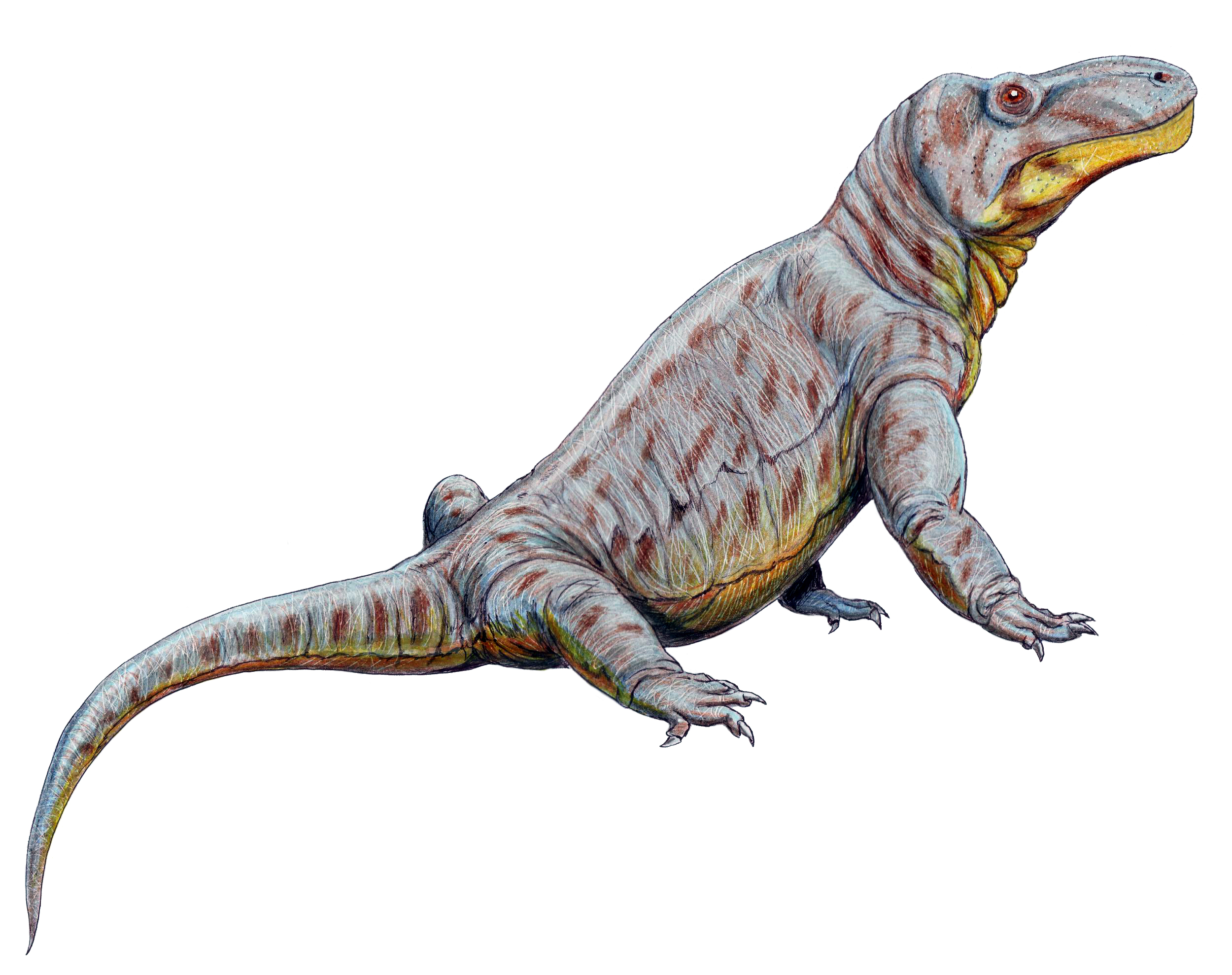
Titanosuchus

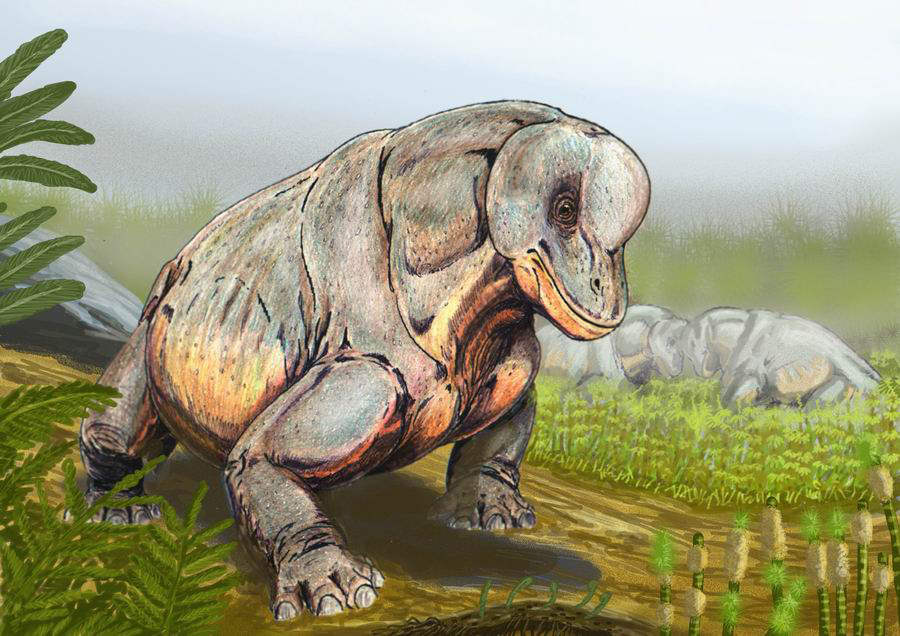
Tapinocephalus

Die Dinocephalia gelten als basale (ursprüngliche) aber nicht basalste Gruppe der Therapsiden, der moderneren Synapsiden. Sie stehen an der Basis der Eutherapsida („echte Therapsiden“) genannten Klade, deren Schwestergruppe die Biarmosuchia, die basalste Gruppe der Therapsiden, sind.
- Dinocephalia[1]
  - ? Rhopalodon
  - Phreatosuchus
  - Estemmenosuchus
  - Stenocybus
  - Anteosauria
    - Brithopodidae / Anteosauridae
      - Brithopus
      - Syodontidae
        - Syodon
        - Australosyodon
        - Archaeosyodon

      - Deuterosaurus
      - Titanophoneus
      - Anteosaurinae (/Tribus Anteosaurini)
        - Anteosaurus
        - Doliosauriscus

  - Tapinocephalia
    - Styracocephalus
    - Titanosuchidae
      - Titanosuchus
      - Jonkeria

    - Tapinocephalidae
      - Tapinocanius
      - Ulemosaurus
      - Moschops
      - Struthiocephalus
      - Tapinocephalus